# Вестминстер (Тексас)
Вестминстер (енгл. Westminster) насељено је место без административног статуса у америчкој савезној држави Тексас.

## Демографија
По попису из 2010. године број становника је 861, што је 471 (120,8%) становника више него 2000. године.
| Група             | 2000.       | 2010.       |
| Белци             | 364 (93,3%) | 677 (78,6%) |
| Афроамериканци    | 1 (0,3%)    | 4 (0,5%)    |
| Азијати           | 1 (0,3%)    | 0 (0,0%)    |
| Хиспаноамериканци | 23 (5,9%)   | 167 (19,4%) |
| Укупно            | 390         | 861         |